# رتل
رتل (به فرانسوی: Rethel) یک کمون در فرانسه است که در Canton of Rethel واقع شده‌است.

## خصوصیات
رتل ۱۸٫۵۸ کیلومترمربع مساحت و ۷٬۷۲۴ نفر جمعیت دارد.